# Cañada de Galicia
Cañada de Galicia es una congregación del municipio de Santiago Yosondúa, ubicado en el distrito de Tlaxiaco, el cual forma parte de la región mixteca del estado mexicano de Oaxaca.

## Geografía
La localidad se ubica a 6.4 kilómetros (en dirección noreste) de la localidad de Santiago Yosondúa, la cabecera y lugar más poblado del municipio. Se sitúa en las coordenadas geográficas 16°49′35″N 97°32′25″O / 16.826389, -97.540278, a una elevación de 2,015 metros sobre el nivel del mar.

## Demografía
Según el Conteo de Población y Vivienda 2020, efectuado por el Instituto Nacional de Estadística y Geografía, la localidad tiene 458 habitantes, de los cuales 205 son del sexo masculino y 253 del sexo femenino. Su tasa de fecundidad es de 3.63 hijos por mujer y tiene 160 viviendas particulares habitadas.
| Gráfica de evolución demográfica de Cañada de Galicia entre 1940 y 2020 |
|                                                                         |
| INEGI.                                                                  |